# Moncho López
Ramón López Suárez (Ferrol, La Coruña, 10 de julio de 1969) es un entrenador español de baloncesto. Actualmente es entrenador del Club Ourense Baloncesto S.A.D de la Primera FEB española.  

## Trayectoria como entrenador
Comenzó su trayectoria en los banquillos dirigiendo al Gijón Baloncesto, antes de hacerse cargo de la Selección de baloncesto de España a la que dirigió en un breve período entre el 2002 y el 2003. 
Desde 2004 a 2006 entrenaría al Leche Río Breogán y durante la temporada 2006-07 al Caja San Fernando Sevilla.
Desde 2008 a 2010, se hace cargo de la Selección de baloncesto de Portugal.
En 2009, firma como entrenador del FC Porto de la Liga Portuguesa de Basquetebol. Moncho dirigiría al conjunto portugués durante 13 temporadas en las que conquistó 15 títulos.
Dejó de ser seleccionador de la Selección de baloncesto de Portugal en septiembre de 2010 a pesar de tener contrato hasta abril del 2011. El entrenador gallego empezó a ser cuestionado después de que Portugal acabase la fase de calificación para el Europeo de 2011 en el quinto y último lugar en su grupo.
El 10 de febrero de 2015, se convirtió en el entrenador de la Selección de Baloncesto de Angola, logrando ese mismo año la medalla de plata en el Afrobasket.
El 20 de junio de 2022, firma por el Rizing Zephyr Fukuoka de la segunda división de la B.League japonesa.
El 22 de junio de 2024, firma por el Club Ourense Baloncesto de la segunda división Española (1 FEB).

## Clubs como entrenador
- 1998/02: Gijón Baloncesto
- 2002/03: Selección de baloncesto de España
- 2004/06: Leche Río Breogán
- 2006/07: Caja San Fernando Sevilla
- 2008/10: Selección de baloncesto de Portugal
- 2009/22: FC Porto (LCB)
- 2015: Selección de baloncesto de Angola
- 2022/2023: Rizing Zephyr Fukuoka
- 2024/Actualidad Club Ourense Baloncesto